# Polietileno clorado
El polietileno clorado es un tipo de polietileno de fórmula molecular {\displaystyle -(CH_{2}-CHCl-CH_{2}-CH_{2})_{n}}.
El polietileno clorado posee buenas características para impermeabilización, resiste el alcohol, la alcalinidad, los ácidos, el aceite, el envejecimiento, las inclemencias atmosféricas, los rayos ultravioletas, la oxidación, los gases, el vapor y es resistente al fuego.
En la industria del automóvil se usa como un elastómero para los sistemas del ABS, en la industria del alambre y del cable para el forro externo y es utilizado para la modificación del PVC, en la inyección, el moldeado, etc.
- Datos: Q5945264